# Operazione Damocle
L'operazione Damocle fu un'operazione coperta del Mossad israeliano, svoltasi nell'agosto del 1962, che prese di mira scienziati e tecnici tedeschi, già impiegati nel programma missilistico della Germania nazista, che stavano sviluppando razzi per l'Egitto in un sito militare conosciuto come Factory 333. Secondo Otto Joklik, uno scienziato austriaco coinvolto nel progetto, i razzi in fase di sviluppo erano stati programmati per utilizzare rifiuti radioattivi.
Le tattiche principali erano l'utilizzo di plichi esplosivi e l'esecuzione di rapimenti. Nel marzo 1963 il primo ministro israeliano David Ben Gurion chiese le dimissioni dell'allora capo del Mossad, Isser Harel, ponendo fine all'operazione. Tale operazione e la pressione diplomatica spinsero gli scienziati ad abbandonare l'Egitto entro la fine del 1963.

## Il programma missilistico egiziano

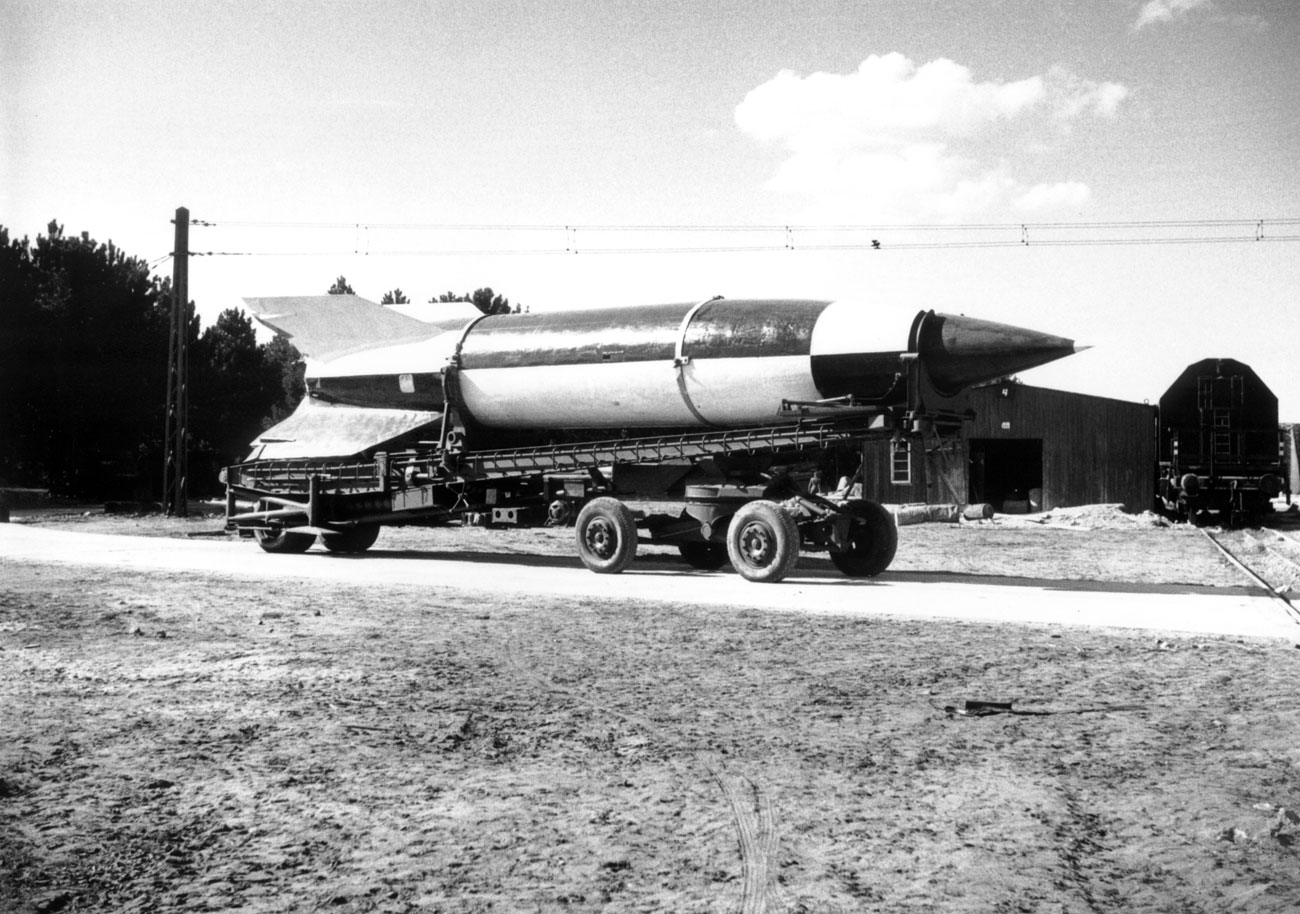
Un missile V-2

Il presidente egiziano Gamal Abd el-Nasser nel 1956 voleva rimodernare il suo esercito con nuove fabbriche di aeroplani e missili coinvolgendo scienziati tedeschi. Decise però di non fare affidamento diretto sullo schieramento filo-statunitense o sull'Unione Sovietica per quanto riguardava i missili, in quanto tale accordo sarebbe stato incompatibile con la politica dell'Egitto di non allineamento nella guerra fredda. Un programma di missili "autoctoni" era quindi l'unico modo in cui l'Egitto avrebbe potuto sfidare la tecnologia militare del nemico, ovvero lo Stato d'Israele.
All'epoca, la tecnologia dei missili era poco sviluppata in Medio Oriente, per cui l'Egitto dovette rivolgersi ai Paesi europei per materiale e competenza. Hassan Sayed Kamil, un rivenditore di armi egiziano-svizzero, fornì all'Egitto materiale proveniente dalla Germania Occidentale e dalla Svizzera, nonostante entrambi i paesi avessero leggi che vietavano la fornitura di armi ai Paesi del Medio Oriente. Molti degli scienziati tedeschi della Germania Ovest erano stati precedentemente coinvolti nel programma missilistico nazista durante la seconda guerra mondiale, lavorando a Peenemünde per sviluppare il razzo V-2, altri invece avevano lavorato per il programma di sviluppo di un missile francese nel dopoguerra.
Il programma missilistico egiziano venne reso pubblico a livello mondiale quando il presidente Nasser dichiarò che le forze armate avevano missili a propellente liquido in grado di "colpire un bersaglio a sud di Beirut". Venne testato un lancio con successo nel luglio 1962 e poi vennero fatti sfilare due nuovi tipi di razzi per le strade del Cairo, provocando interesse e preoccupazione in tutto il mondo. Il flusso di esperienze nel campo missilistico che accomunò la Germania Ovest all'Egitto danneggiò i rapporti tra Israele e la Germania Occidentale, tuttavia non impedì il pagamento delle riparazioni e la fornitura segreta di armi ad Israele da parte della Germania Occidentale. Israele divenne sempre più interessato al programma dopo che uno scienziato australiano coinvolto contattò i servizi segreti israeliani, sostenendo che gli egiziani stavano cercando di dotare i missili di scorie radioattive e testate nucleari.
A metà agosto, il Mossad riuscì ad ottenere un documento scritto dallo scienziato tedesco Wolfgang Pilz, che descriveva alcuni aspetti della Fabbrica 333 - il numero di razzi in costruzione (900) e prove aggiuntive più deboli che esistevano piani per sviluppare sostanze chimiche, biologiche e le testate a combustione di gas per questi razzi. Per ottenere il sostegno della popolazione israeliana, il vertice del Mossad diffuse notizie su terribili armi sviluppate dagli scienziati tedeschi in Egitto.

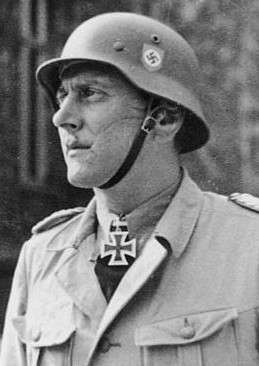
Otto Skorzeny

Otto Skorzeny, già noto per aver liberato Benito Mussolini durante l'operazione Quercia, affiancò il Mossad con l'obiettivo unico di trovare un certo "Valentino", il responsabile della sicurezza per gli scienziati tedeschi. Intanto a Monaco di Baviera nel settembre 1962 si persero le tracce del direttore della società egiziana Intra Heinz Krug, ucciso dagli israeliani facenti capo a Yitzhak Shamir, futuro premier del governo conservatore, ex componente della Lohamei Herut Israel (i "combattenti per la libertà d'Israele") ovvero la "banda Stern" ed esperto nel compiere omicidi, così come fece durante questa operazione. Il tutto si concluderà quando gli agenti israeliani, corrompendo il capo dell'intelligence egiziana Mahmud Khalil, scopriranno l'inesistenza del piano d'aggiornamento nel campo missilistico.

## Attacchi agli scienziati tedeschi
Allo scopo di allontanare gli scienziati tedeschi impiegati dal paese nemico, Israele minacciò le loro famiglie per convincerli a tornare in Europa. Il Mossad fornì una piccola unità operativa, guidata dal futuro primo ministro israeliano Yitzhak Shamir, ma dal momento che mancava una divisione operativa in quel momento, vennero utilizzate principalmente unità della Shin Bet per eseguire gli attacchi.Tra le azioni dei servizi israeliani si ricordano:
- l'invio di un pacco allo scienziato missilistico Wolfgang Pilz che esplose nel suo ufficio quando venne aperto il 27 novembre 1962, ferendo la sua segretaria;[4][13]

- l'invio di un plico esplosivo alla fabbrica di Heliopolis che uccise cinque operai egiziani;[13]
- lo sparo di colpi di pistola contro un professore della Germania dell'Ovest, nella città di Lörrach dove lavorava nel campo dell'elettronica per l'Egitto. I proiettili lo mancarono e l'uomo riuscì a fuggire in macchina;[4]
- la sparizione nel settembre 1962 di Heinz Krug, 49 anni, il capo di una società di Monaco che forniva attrezzature militari in Egitto, che si ritiene sia stato ucciso.[10] Krug era direttore di un'azienda egiziana che operava nei pressi di Monaco e che era coinvolta nella costruzione di missili per l'Egitto. Secondo Dan Raviv e Yossi Melman, Krug venne ucciso da Otto Skorzeny.[14] Secondo invece Ronen Bergman, Krug venne rapito a Monaco da una squadra del Mossad guidata dallo stesso Isser Harel per poi venire ucciso dopo essere stato sottoposto a duri interrogatori;
- Hans Kleinwachter, uno scienziato che aveva lavorato al progetto dei razzi V-2, subì un attentato nel febbraio 1963, ma il tentativo fallì a causa di un malfunzionamento dell'arma.[5]

## Esposizione pubblica dell'operazione
Due agenti del Mossad, Joseph Ben-Gal, un israeliano, e Otto Joklik, un austriaco, furono arrestati in Svizzera per aver minacciato la figlia di Paul-Jens Goercke, un esperto di guida elettronica in campo missilistico della Germania occidentale che lavorava nella fabbrica 333, affinché persuadesse il padre a ritornare in Germania, minacciando in caso contrario la loro sicurezza. I due agenti vennero accusati di coercizione ed operazioni illegali per conto di uno Stato straniero. Le indagini svizzere rivelarono che i due erano coinvolti anche nel rapimento di Krug e nel tentativo di assassinio di Kleinwachter. Gli arresti causarono uno scandalo pubblico per Israele, che negò pubblicamente le accuse, affermando che i suoi agenti avevano utilizzato solo metodi di "persuasione pacifica".

## Dimmissioni di Isser Harel

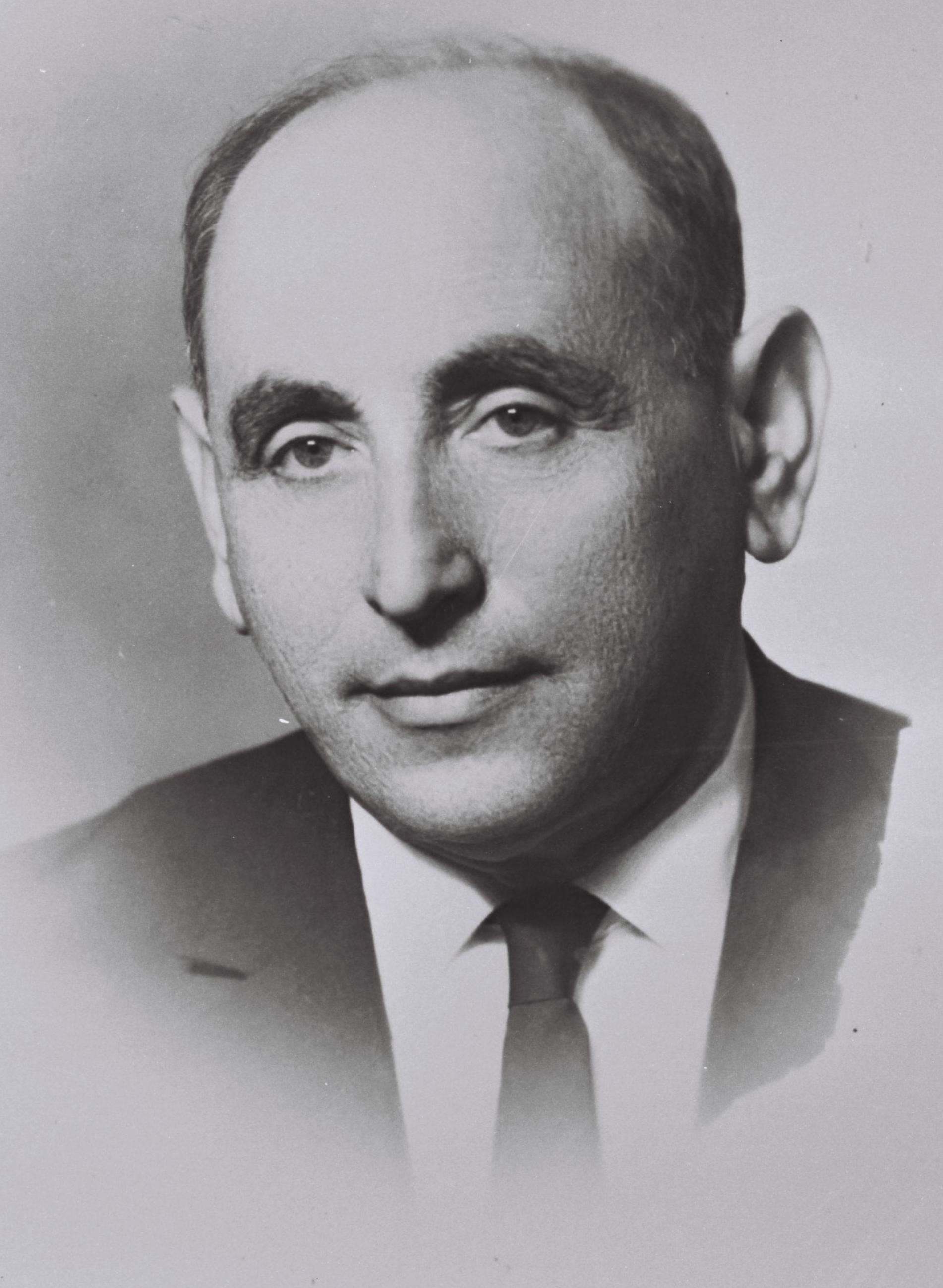
L'allora capo del Mossad, Isser Harel

A seguito della cattura di Adolf Eichmann, Isser Harel si interessò particolarmente ai responsabili dell'Olocausto, il che rese più severo il suo atteggiamento verso gli scienziati tedeschi. Quando venne contestato in relazione all'operazione Damocle, rispose: "Ci sono persone che sono destinate a morire".
La campagna si concluse quando il primo ministro israeliano David Ben Gurion chiese che il Mossad fermasse gli attacchi, essendo preoccupato delle conseguenze sulle relazioni Germania-Israele. In effetti, il ministro degli esteri Golda Meir e i diplomatici israeliani che stavano cercando di costruire relazioni tra la Germania Ovest ed Israele furono indispettiti per i vari attacchi.
Harel fu costretto a dimettersi; Meir Amit, suo successore a capo del Mossad, affermò che Harel aveva sopravvalutato il pericolo per Israele rappresentato dai programmi per le armi dell'Egitto. Yitzhak Shamir e altri si dimisero dal Mossad, per protesta contro il trattamento ricevuto da Harel. David Ben Gurion lasciò il suo posto tre mesi dopo.
La combinazione delle minacce di morte e della pressione diplomatica aveva comunque ottenuto che gli scienziati lasciassero l'Egitto entro la fine del 1963. Dal 1967 il programma di razzi dell'Egitto venne sospeso e l'Egitto si rivolse all'Unione Sovietica, ricevendo forniture di razzi Scud B.